# 维也纳美术学院
维也纳美术学院（德語：Akademie der bildenden Künste Wien）是奥地利维也纳的一所公立艺术学院，是欧洲最古老的艺术学院之一。简称为"Bildende"。

## 历史
维也纳美术学院成立于1692年，作为宫廷画家彼得·斯特鲁德尔的私人学院，仿效了罗马的圣路加学院，设在他建造的斯特鲁德尔宫内。1704年，在約瑟夫一世的资助下，学院转变为皇家学院。斯特鲁德尔于1714年去世后，学院活动暂时中止。1725年，在查理六世和雅各布·范·舒彭的带领下，学院重新成立，作为皇家绘画、雕塑和建筑学院，并于1731年迁至维也纳的舒布伦豪斯。1740年后，学院逐渐失去宫廷支持，并最终停止了教学活动。
1750年，学院在建筑总监亚当·菲利普·洛西·冯·洛辛塔尔的监督下重新开办，他成为学院的保护者并担任其首任院长。1751年，米开朗基罗·昂特贝尔格成为院长，这是“Magnificus院长”称号首次被皇后玛丽亚·特蕾西亚授予。保罗·特罗格在1754年至1757年间担任院长。在卡乌尼茨亲王的建议下，1758年成立了皇家绘画学院，由弗洛里安·齐斯领导。雅各布·马蒂亚斯·施穆策尔于1766年成立了皇家版画学院。1767年，安东·多曼内克建立了一所雕刻和金属切割学院。1772年，所有现存的维也纳艺术学校合并为皇家美术学院，1812年起更名为联合美术学院。
1786年，学院迁至圣安娜宫，并在此举办公共艺术展览。1872年，学院获得大学地位。
阿道夫·希特勒曾在1907年、1908年兩次報考該學院，皆未被錄取。
1920/1921年冬季学期，学院首次正式接收女性学生。此前虽有少数女学生，但在1820年后不再录取女性。1947年，盖尔达·马泰卡-费尔登成为学院的首位女教授。
1995年，学院获得塞姆珀大楼作为工作室。1998年，学院在保持“美术学院”名称的同时，成为大学。
2009年，奥地利的学生抗议活动在维也纳美术学院的大礼堂开始。发起者之一的玛蒂娜·平斯特尔成为奥地利大学历史上首位当选为参议院主席的学生。2011年，伊娃·布林格被选为学院的首任女院长。她与副院长安德烈亚·B·布雷特和卡琳·里格勒组成了奥地利大学历史上首个全女性领导团队，任期至2019年。
2019年5月7日，约翰·弗雷德里克·哈特尔首次被大学理事会选为维也纳美术学院院长，并于2019年10月1日接替伊娃·布林格。哈特尔在2023年10月开始了他的第二个任期。

## 席勒广场的建筑
自1877年4月1日起，学院位于维也纳第一区的席勒广场。学院建筑由提奥菲尔·汉森设计，采用意大利文艺复兴风格，四层高。建筑工程持续到1877年，内部装饰工作持续到1892年。2021年，席勒广场的主楼进行了为期三年半的翻新工程，项目费用约7000万欧元。

## 展览空间

### 收藏品：绘画馆、版画室、雕塑馆
- 绘画馆：收藏约1600幅画作，包括希罗尼穆斯·博斯、卢卡斯·克拉纳赫、伦勃朗、彼得·保罗·鲁本斯、提香、巴托洛梅·埃斯特万·穆里略和乔凡尼·安东尼奥·瓜尔迪的作品。1822年，安东·弗朗茨·冯·兰伯格-斯普林岑斯坦将其著名的绘画收藏遗赠给学院。
- 版画室：是奥地利最重要的版画收藏之一。
- 雕塑馆：历史上的石膏雕塑收藏，约450件藏品。
- 展览画廊：位于舍勒广场3号历史建筑的一楼，举办当代展览和每年六月的毕业展。
- 展览工作室：毗邻展览画廊，由每年更换的学生策展团队管理，主要展出学生作品。

### 解剖室
位于学院地下室的解剖室几乎保持原貌，仅讲台是1928年的。一个特别有价值的物件是带有排液槽和中间有开口的石制解剖桌。2021年中期的修复过程中，解剖室进行了全面修复和现代化。

## 教学
维也纳美术学院设有以下院系：
- 艺术与建筑学院：包括建筑学、舞台设计等领域。
- 美术学院：包括绘画、雕塑、摄影、视频艺术等领域。
- 艺术与技术科学学院：研究和教授与艺术相关的科学技术，如材料科学、色彩化学等。
- 艺术教育学院：提供艺术教育相关课程，培养艺术教育专业人才。
- 艺术与文化科学学院：包括艺术史、文化研究、批判理论等领域。

### 研究方向
- 建筑学
- 美术
- 舞台设计
- 保护与修复
- 艺术教育
- 哲学博士学位
- 技术科学博士学位
- 自然科学博士学位
- 批判研究硕士
- 实践中的博士学位

## 著名的校友和教授

### 著名校友
- 埃贡·席勒（Egon Schiele） - 著名奥地利画家，表现主义代表人物之一。
- 奥托·瓦格纳（Otto Wagner） - 奥地利建筑师，现代建筑的先驱之一。
- 古斯塔夫·克里姆特（Gustav Klimt） - 著名奥地利象征主义画家，维也纳分离派的创始成员。
- 玛利亚·拉斯尼希（Maria Lassnig） - 奥地利画家，以其"身体感知"绘画风格著称。
- 埃尔弗里德·耶利内克（Elfriede Jelinek） - 奥地利小说家和剧作家，2004年诺贝尔文学奖获得者。
- 戈特弗里德·赫尔恩怀因（Gottfried Helnwein） - 奥地利画家和摄影师，以其现实主义和摄影作品著称。
- 弗里登斯赖希·洪德特瓦瑟（Friedensreich Hundertwasser） - 奥地利视觉艺术家和建筑师，以其独特的建筑风格和环保理念闻名。

### 著名教授
- 安塞尔姆·费尔巴赫（Anselm Feuerbach） - 德国历史画家，维也纳美术学院教授。
- 克莱门斯·霍尔茨梅斯特（Clemens Holzmeister） - 奥地利建筑师，现代建筑的重要人物。
- 阿尔弗雷德·赫德利卡（Alfred Hrdlicka） - 奥地利雕塑家和艺术家。
- 丹尼尔·里希特（Daniel Richter） - 德国画家，现代艺术的代表人物。
- 哈尔恩·法洛基（Harun Farocki） - 德国电影导演、编剧和媒体艺术家。
- 埃里希·旺德（Erich Wonder） - 奥地利舞台设计师，以其剧场和歌剧舞台设计闻名。

### 著名非校友
- 阿道夫·希特勒（Adolf Hitler） - 納粹德國領導人，以未被錄取維也納美術學院而廣為人知[1]。

## 文献
- Akademie der bildenden Künste Wien (Hrsg.): Die Akademie der bildenden Künste Wien. Beiträge zur Geschichte und Gegenwart. Wien 1992, ISBN 3-85447-429-0
- Günter Düriegl: Ein Rundgang durch die Akademie der bildenden Künste in Wien. Wien 1985
- Peter Heinrich Jahn: Die Akademie der bildenden Künste in Wien. Entwicklung und Bedeutung. Wien 1967
- Johann Muschik: Die Wiener Schule des Phantastischen Realismus. Wien 1974, ISBN 3-215-01622-4
- Heinrich Fuchs: Die österreichischen Maler des 20. Jahrhunderts. Wien 1975, 4 Bände
- Walter Wagner: Geschichte der Akademie der bildenden Künste in Wien. Wien 1967